# Orimarga speciosa
Orimarga speciosa är en tvåvingeart som beskrevs av Alexander 1953. Orimarga speciosa ingår i släktet Orimarga och familjen småharkrankar.
Artens utbredningsområde är Peru. Inga underarter finns listade i Catalogue of Life.